# Martin Sladký (malíř)

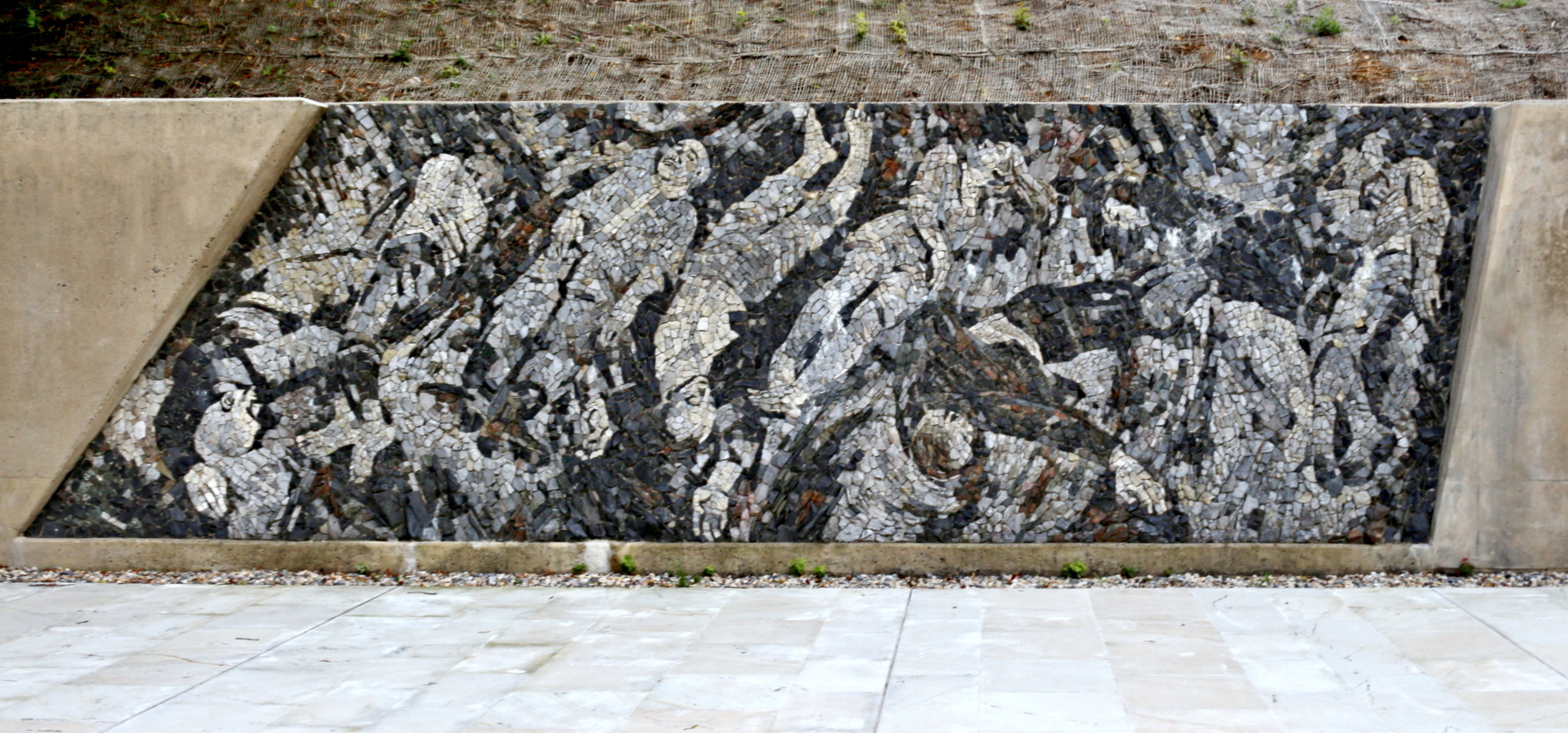
Památník protifašistického odboje, Praha–Kobylisy

Martin Sladký (27. února 1920 Hořice – 2015 Praha) byl český malíř a mozaikář.

## Život
Malíř a mozaikář Martin Sladký se narodil 27. února v roce 1920 v Hořicích v Podkrkonoší. Během let 1944-1945 studoval na pražské Uměleckoprůmyslové škole u profesora Josefa Nováka. Po válce vstoupil na Akademii výtvarného umění, kde byl žákem profesora Jakuba Obrovského a od roku 1949 profesora Karla Mináře. Oba jeho učitelé z AVU měli zkušenost s oborem mozaiky, který mu předali. Akademii absolvoval v roce 1950. Koncem 60. let a v průběhu 70. let se stává stále více autorem četných návrhů a provedení rozměrných dekorativních nefigurativních prací v architektuře. Byl členem Českého fondu výtvarných umění (ČFVU), od roku 1976 byl nositelem národní ceny ČSR a v roce 1988 získal za svoje celoživotní dílo titul Zasloužilý umělec. Martin Sladký zemřel v Praze v roce 2016.

## Dílo
Od svých začátků je tvorba Martina Sladkého spjata se sociálně angažovanou či, záleží na úhlu pohledu, prorežimní tematikou. K jeho častým námětům patřily lidské figury zachyceny při práci a pohybu. Z realistické předlohy Sladký vytvořil abstrahovaný, kubizující kompozici, často v Matissovské zkratce nebo dokázal rozvinout dynamický zcela abstraktní motiv velmi dekorativní povahy monumentálního účinku. Nejslavnější se stal právě svými realizacemi v architektuře a veřejném prostoru v technice kamenné mozaiky, což mu umožňoval tehdejší stavební zákon tzv. čtyřprocentní zákon, ukládající věnovat jedno až čtyři procenta z rozpočtu veřejné stavby na výtvarné řešení.

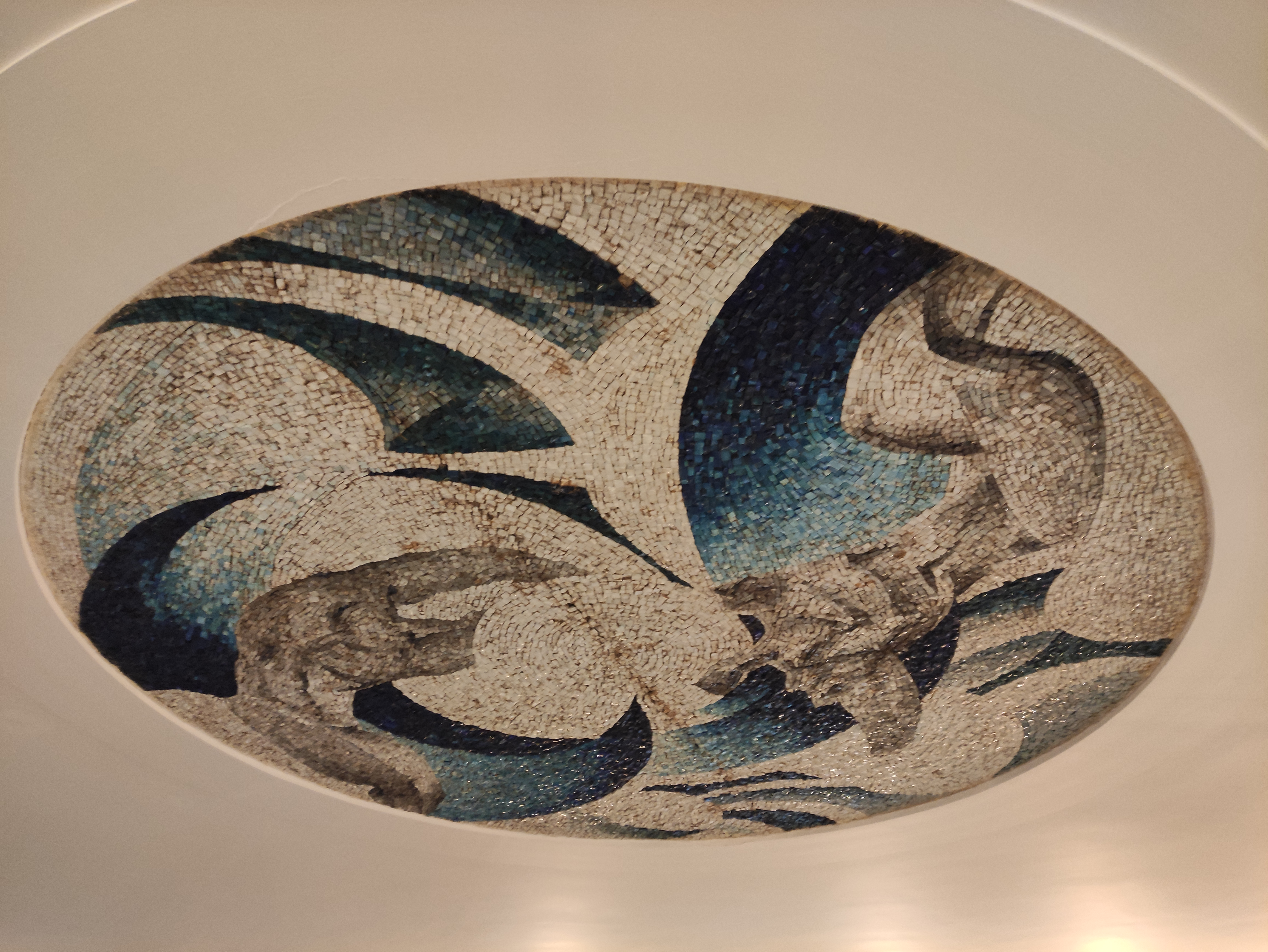
Vzlet / Rozvoj lidského myšlení

## Realizace v architektuře a ve veřejném prostoru
- 1962 kamenná mozaika v nádražní hale v Karviné, návrh 1961
- 1967 kamenná mozaika v atriu Domu služeb na sídlišti Pankrác v Praze, návrh 1965
- 1970 skleněná mozaika ve vstupním areálu krajské nemocnice v Ostravě-Porubě, návrh 1967
- 1972 kamenná mozaika "Tři dělníci" pro Kulturní dům v Mladé Boleslavi
- 1974 "Vzlet / Rozvoj lidského myšlení", Skleněná mozaika, v prostorách Vysoké školy báňské – Technické univerzity Ostrava, návrh 1973.[1] Dílo je součástí sbírek Univerzitního muzea Vysoké školy báňské – Technické univerzity Ostrava.
- 1974 kamenná mozaika v interiéru administrativní budovy Hutní druhovýroby v Praze-Vršovicích, návrh 1974
- 1975 kamenná mozaika "Pocta práci" pro sekretariát KSČ v Rakovníku
- 1976 kamenná mozaika "Památník protifašistického odboje" na bývalé střelnici v Praze-Kobylisích (řešení prostoru společně s architektem J. Polákem a sochařem Milošem Zetem), roku 1978 prohlášen vládou ČSR za národní kulturní památku
- 1977 skleněná mozaika v interiéru FN v Praze-Motole, návrh 1976
- 1977 vnější výzdoba (dvě kamenné mozaiky) nové budovy ČVUT v Praze-Dejvicích, návrh 1972
- 1978 kamenné mozaiky "Plameny revoluce" a "Dynamika revoluce" ve stanici metra Dejvická
- 1978 kamenná mozaika "Únor 1948", stanice metra Staroměstská
- 1979 kamenná mozaika "Osvobození", park u stanice metra Florenc

## Citace
„Výtvarné dílo je jednou z významných funkcí architektonické prostorové i výtvarné koncepce. Z toho vyplývá jeho poslaní, jeho funkce v architektuře. Výtvarné dílo architekturu nikdy nedekoruje, ale pomáhá ji formulovat.“